# Malasaña
Malasaña er et kvarter i centrum af Spaniens hovedstad Madrid.
Officielt hedder kvarteret "Barrio de las Maravillas" – vidundrenes kvarter – men kaldes overvejende Malasaña. Navnet knytter sig til myten om den unge syerske Manuela Malsaña, som blev myrdet af franske soldater ved Opstanden 2. maj 1808 i Madrid, beskyldt for at bringe våben til de spanske oprørerne i form af sine sakse.
I 1980'erne var området sammen med nabokvarteret Chueca udpræget bohemekvarter og centrum for den såkaldte Madrilenske Bevægelse.
I dag er kvarteret blandt de dyreste i Madrid, men er stadig hjemsted for mange kulturelle aktiviteter, barer, diskoteker mv.
40°25′30″N 3°42′14″V / 40.425131°N 3.703922°V